# Tetraleurodes russellae
Tetraleurodes russellae là một loài côn trùng cánh nửa trong họ Aleyrodidae, phân họ Aleyrodinae.
Tetraleurodes russellae được Cohic miêu tả khoa học đầu tiên năm 1968.